# 強壯深海章魚
強壯深海章魚（学名：Bathypolypus validus）为章魚科深海多足蛸屬下的一个种。